# Matthew Hayden
Matthew Lawrence Hayden (Kingaroy, Australia, 29 de octubre de 1971) es un exjugador y comentarista de críquet australiano. En 2017, Hayden fue incluido en el Salón de la Fama del Cricket de Australia. En septiembre de 2021, Hayden fue nombrado entrenador de bateo de Pakistán para el ICC Men's Twenty20 World de 2021.

## Carrera profesional
En mayo de 1993, Hayden hizo su debut en One Day International para Australia contra Inglaterra. Hizo su debut en Test Cricket contra Sudáfrica en marzo de 1994. Hayden hizo su debut en el cricket Twenty20 contra Inglaterra en junio de 2005. Con 30 Tests Cricket y 10 One Day International cientos, Hayden es considerado uno de los mejores abridores australianos de su época. También anotó 29 Test Cricket, 36 One Day International y tres Twenty20 cincuenta. Fue galardonado con la Medalla de Deportes de Australia el 14 de julio de 2000. Con 30 Tests Cricket y 10 One Day International cientos, Hayden es considerado uno de los mejores abridores australianos de su época. También anotó 29 Test Cricket, 36 One Day International y tres Twenty20 cincuenta.Hayden se retiró de todas las formas de cricket en septiembre de 2012.